# R4600

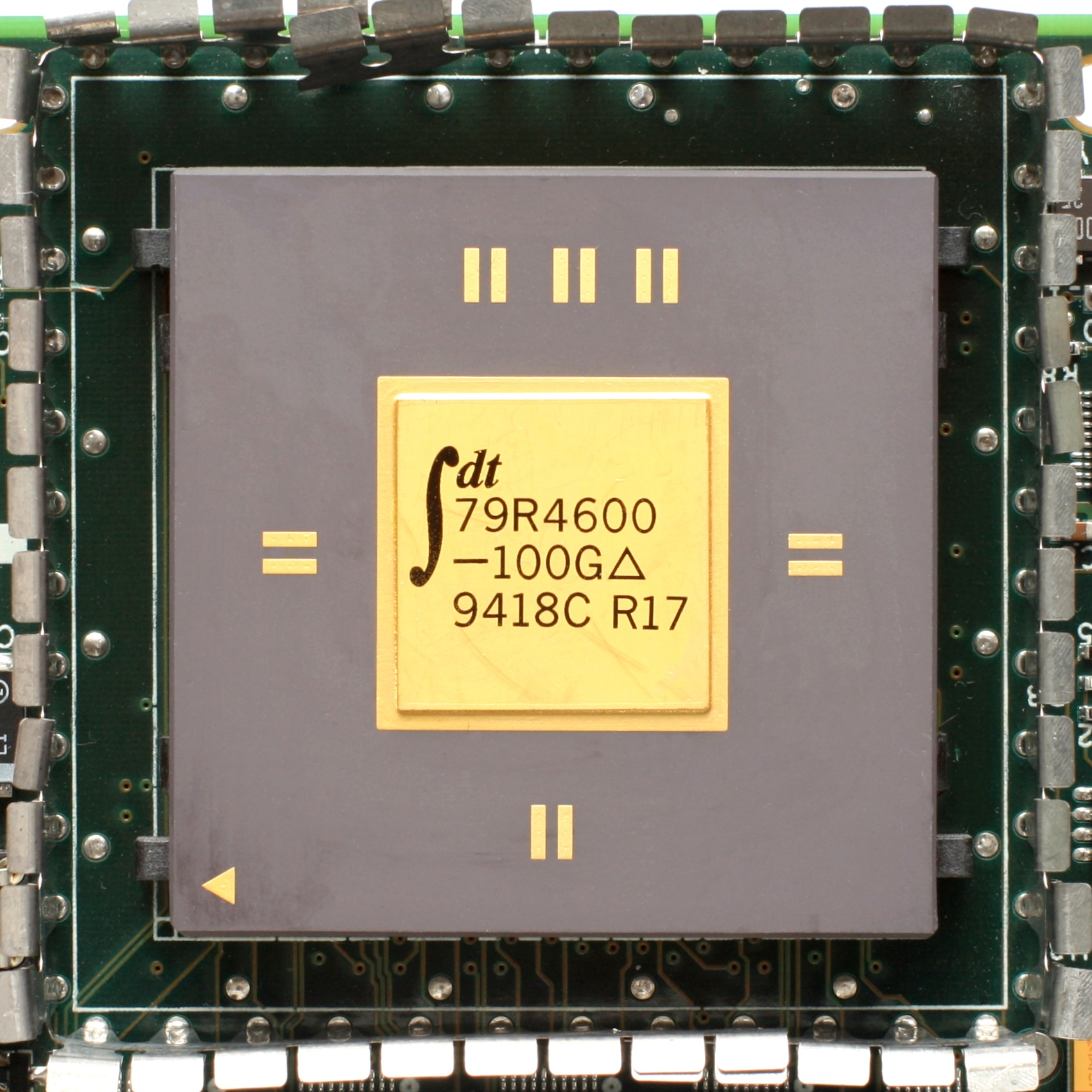
KL Orion R4600

Le R4600, nom de code « Orion » est un microprocesseur 64 bits à architecture MIPS développé par Quantum Effect Design [Quand ?] (renommé Quantum Effect Devices). Il utilise le jeu d'instructions MIPS III.